# Torneo Interbritannico 1961
Il Torneo Interbritannico 1961 fu la sessantaseiesima edizione del torneo di calcio conteso tra le Home Nations dell'arcipelago britannico. Il torneo fu vinto dall'Inghilterra.

## Risultati
| Data             | Luogo   | Squadra 1        | Risultato | Squadra 2        |
| ---------------- | ------- | ---------------- | --------- | ---------------- |
| 8 ottobre 1960   | Belfast | Irlanda del Nord | 2 - 5     | Inghilterra      |
| 22 ottobre 1960  | Cardiff | Galles           | 2 - 0     | Scozia           |
| 9 novembre 1960  | Glasgow | Scozia           | 5 - 2     | Irlanda del Nord |
| 23 novembre 1960 | Londra  | Inghilterra      | 5 - 1     | Galles           |
| 12 aprile 1961   | Belfast | Irlanda del Nord | 1 - 5     | Galles           |
| 15 aprile 1961   | Londra  | Inghilterra      | 9 - 3     | Scozia           |

## Classifica
| Pos | Squadra          | Pti | G | V | N | P | GF | GS |
| --- | ---------------- | --- | - | - | - | - | -- | -- |
| 1   | Inghilterra      | 6   | 3 | 3 | 0 | 0 | 19 | 6  |
| 2   | Galles           | 4   | 3 | 2 | 0 | 1 | 8  | 6  |
| 3   | Scozia           | 2   | 3 | 1 | 0 | 2 | 8  | 13 |
| 4   | Irlanda del Nord | 0   | 3 | 0 | 0 | 3 | 5  | 15 |